# Пятиполосый барбус
Пятиполосый барбус, или пятиполосый пунтиус (лат. Desmopuntius pentazona) — вид небольших субтропических пресноводных рыб семейства карповых.
Длина тела 5 см. Продолжительность жизни 3 года. Окраска тела красновато-коричневого цвета с пятью вертикальными, чёрными с зеленоватым оттенком, полосами. В случае частых стрессов или в неправильных условиях содержания полоски могут блёкнуть и пропадать вовсе.
Распространена в юго-восточной Азии, на островах Суматра, Калимантан, а также Малаккском полуострове. Обитает в спокойных тропических водоёмах с рН 5—6, жесткостью воды 5—12 dGH и температурой около 23—29 °С. В качестве аквариумной рыбы был завезён в Европу в 1911 году, а в СССР — в 1961 году.